# Profissional de Sistemas de Informação
Os profissionais de SI(Sistemas de informação) são formados para criar, inovar e propor soluções práticas, inteligentes e usuais dentro do ramo da Tecnologia da informação. Esse profissional é responsável por desenvolver e gerenciar programas informatizados que armazenam e compartilham dados.
O bacharel em SI administra o fluxo de informações que circulam por redes de computadores, estejam elas dentro ou fora de uma organização. Desenvolve os sistemas de armazenamentos, de processamento e de recuperação de dados e fornece o material na rede para usuários, criando e adaptando programas para ajudar e organizar a consulta.
A área de conhecimento desse profissional é ampla, ele não apenas estuda Informática/Computação, mas também, estuda Matemática, matérias em Direito, Administração e Psicologia. O que significa que o bacharel em Sistema de informação atua tanto na área tecnológica como atua com organizações e pessoas.

## Tecnologia da Informação
Os profissionais de Sistemas de Informação tem um leque de possibilidades quando se trata da escolha de onde irão trabalhar futuramente. Com relação a TI(Tecnologia da informação), temos:

### Diferentes áreas deTecnologia da informação
- Administrador de redes

Responsável por projetar, configurar e realizar a manutenção de redes corporativas, e, caso necessário, expandi-las.
- Análise de Sistemas

Esse profissional atua em grande parte da base computacional da empresa, desde manutenção e desenvolvimento de banco de dados até suporte ao usuário. Também fica a ele a criação de softwares para diversos tipos de utilização.
- Administração de Sistemas

Pessoa encarregada por manter e operar computadores e/ou a sua rede.
- Arquitetura de Sistemas

Responsável pela concepção, desenho e desenvolvimento da arquitetura de sistemas computacionais.
- Gestão de Banco de Dados

O Administrador de Banco de Dados, também chamado de DBA(database administrator), é encarregado pela performance, segurança, monitoramento e atualização do banco de dados.
- Gestão de Projetos de TI

A gestão de projetos de TI é um conjunto de estratégias que dão ao negócio uma maior capacidade de gerenciar o tempo durante a execução de um projeto. Fazendo com que sejam mais eficazes, desde o planejamento das etapas até ao que será utilizado. Então, as chances do projeto dar certo são maximizadas.
- Consultoria Estratégica em TI

Fica a esse setor a função de guiar seu cliente a atingir suas metas da melhor maneira possível. A consultoria de TI também pode ser solicitada caso haja alguma necessidade tecnológica, como por exemplo: algum tipo de inovação na empresa (como um novo software) ela tem o encargo de preparar os funcionários.

## Mercado
Estima-se que existam 190 mil profissionais da área de TI no Brasil, dos quais aproximadamente 90 mil estão no estado de São Paulo. No entanto, esse número é insuficiente para atender a demanda. Segundo a Associação para a Promoção da Excelência do Software Brasileiro, em 2013 haverá carência de 140 mil profissionais de TI no Brasil.

### Principais áreas de atuação
- Desenvolvimento e manutenção de bancos de dados

Banco de dados são um conjunto de arquivos que se relacionam com registros de coisas, pessoas ou lugares. São vários dados organizados que se relacionam criando alguma informação. Muito importante para empresas e se tornou uma das principais coisas para Sistemas de Informação. O Sistema de gerenciamento de banco de dados(SGBD) é um software usado para gerir Banco de Dados, o que permite criar, eliminar e modificar bases de dados bem como inserir e modificar dados no próprio banco de dados. O SGBD por sua vez tem requisitos funcionais, como: recuperação e tolerância a falhas, controle de concorrência, integridade e segurança. Ainda há seus elementos, como o motor de base de dados, subsistema de geração de aplicações, subsistema de manipulação, definição e administração de dados.
- Segurança da informação

É a proteção de um conjunto de informações, visando garantir o valor que possuem para organizações ou indivíduos. As propriedades básicas da segurança da informação são: autenticidade, disponibilidade, integridade e confidencialidade. Ela não se restringe apenas a sistemas computacionais ou qualquer tipo de formato eletrônico, o conceito se aplica a todos aspectos de proteção de informação e dados. A Segurança da informação se refere a proteção de informações ou dados de uma empresa ou pessoa, ou seja, informações tanto corporativas quanto pessoais. Informação é todo e qualquer conteúdo que tenha algum valor e ela pode tanto estar guardada para uso restrito como exposta ao público.
- A respeito dos atributos básicos:
  - Confidencialidade é o que limita o acesso aos dados somente a pessoas autorizadas
  - Integridade é o que garante que a informação manipulada mantenha suas características originais
  - Disponibilidade é o que garante que a informação esteja sempre disponível
  - Autenticidade é o que garante que a informação é da fonte anunciada e que não sofreu mutações

Os seus mecanismos de segurança são dois, os controles físicos, que são as portas, paredes, trancas, blindagens, guardas, etc e os controles lógicos que por sua vez são eletrônicos, como mecanismos de criptografia, assinaturas digitais, dentre outros.
- Marketing e vendas

É a área de atuação de uma empresa em que o objetivo da mesma é coletar, organizar, observar e utilizar as informações dos clientes. Informações essas como: renda, necessidades, preferências, hábitos, entre outros. Também é composto pelo Business Intelligence, que significa Inteligência empresarial, que para compor uma base de inteligência de mercado, constrói seu conhecimento coletando dados nas mais diferentes fontes inimagináveis de informações.
- Suporte técnico

É um serviço que presta assistência intelectual, material e tecnológica a um cliente ou grupo de clientes, com o propósito de solucionar problemas técnicos. A fim de ajudar o cliente a resolver problemas específicos de um produto, ao invés de fornecer treinamento, ou qualquer outro serviço de suporte.
- Logística

A logística é do campo da administração e é responsável por gerir informações e recursos para as organizações executarem todas as suas atividades. Possui uma visão organizacional onde administra os recursos financeiros, materiais, de pessoas e de informação. Realiza a gestão desde a compra, a entrada de materiais, o planejamento da produção, o armazenamento, o transporte e a distribuição dos produtos. Controle de gestão, análise de decisão, transações e planejamento estratégico são os quatro níveis de funcionalidade constituídos no processo integrado do Sistema de Informação logística, que por sua vez, interliga as atividades de logística.

### Atividades do início de carreira
- Desenvolvimento de sistemas

Desenvolve, projeta, analisa, implementa e atualiza sistemas de informação. Tem noções de gerenciamento, mas sua especialidade é a criação de sistemas informatizados. Implanta e desenvolve banco de dados e precisa se manter sempre atualizado sobre aplicativos, linguagens de programação e ambientes operacionais. Necessita de boas noções dos negócios da companhia na qual trabalha.
- Suporte técnico

Já falado anteriormente.
- Programação

É o processo de escrita, teste e manutenção de um programa de computador, utilizando uma linguagem de programação. Para programar podem ser usadas diferentes linguagens de programação pois elas funcionam de diferentes modos. Por isso, programadores podem criar programas muito distintos para diferentes linguagens. Porém a maioria das linguagens podem ser usadas para criar qualquer programa.
- Análise de testes

Os testes são uma fundamentais para garantir a qualidade do sistema. É a investigação do software com o intuito de fornecer informações sobre sua qualidade em relação ao contexto em que ele deve operar, se relaciona com o conceito de verificação e validação. Isso inclui o processo de utilizar o produto para encontrar seus defeitos. É nessa fase que são encontrados os erros e os mesmos são deletados e assim, aperfeiçoando o software.
- Administração de banco de dados

Geralmente chamado de DBA (Database administrator), é o profissional responsável por configurar, atualizar, instalar, gerenciar e monitorar um banco de dados ou sistemas de bancos de dados. Um DBA tem as seguintes responsabilidades: projeto lógico do banco de dados, definição de checagem de segurança e integridade, projeto físico, definição de procedimentos de recuperação, monitoração do desempenho, ajustes, contato com usuários para verificar a disponibilidade dos dados e decidir como os dados são representados.
- Engenharia de software

É uma área da computação voltada à especificação, manutenção, criação e desenvolvimento de software com a aplicação de tecnologias e práticas de gerência de projetos e outras disciplinas, visando organização, produtividade e qualidade.

### Evolução da profissão
O profissional possui uma carreira como se fosse uma bifurcação. Isso significa que ele tem a opção de continuar na área técnica ou assumir cargos na área de gestão, ou vai para um lado ou para o outro. Se optar pela carreira técnica, poderá atuar como analista ou programador sênior(com mais de 3 anos de experiência na área), analista de segurança, engenheiro de software, gerente de suporte, auditor de sistemas, arquiteto de sistemas ou coordenador de projetos.
Na área de gestão, pode assumir funções como gerente de projetos, gerente de contas, analista de negócios, auditor, gerente de TI, diretor de TI e até a CIO (Chief Information Officer, que seria o responsável pela TI de uma empresa), cargo máximo de Informática nas empresas. Como autônomo, pode tornar-se consultor ou empresário na área de TI. Também pode atuar na área acadêmica como docente ou pesquisador, contanto que continue seus estudos em nível de pós-graduação.